# Evening Standard

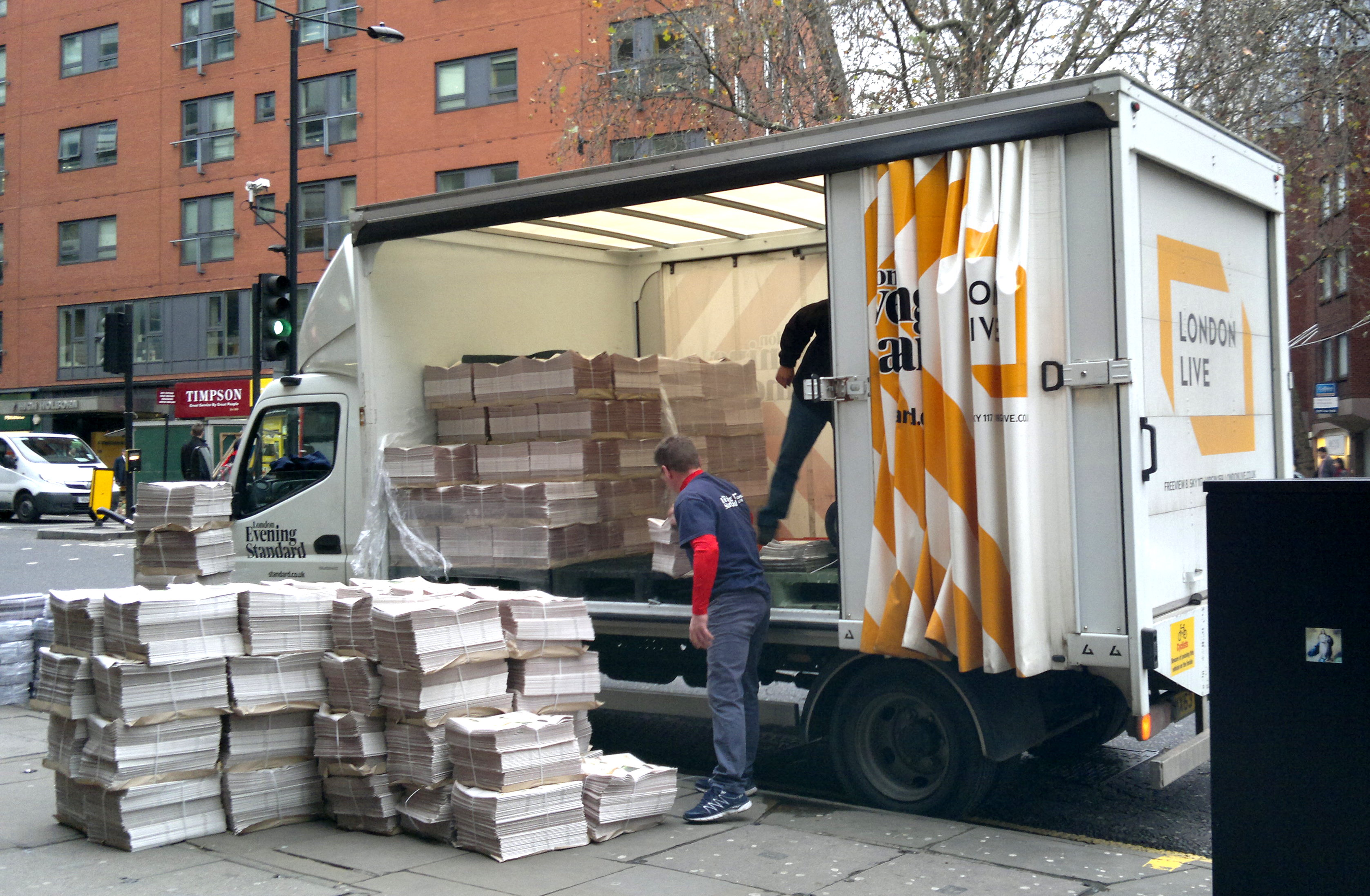
Aus einem LKW werden die für die U-Bahn-Station Chancery Lane bestimmten Ausgaben des Evening Standard ausgeladen. Zu sehen ist das Logo des hauseigenen Fernsehsenders London Live.

Der London Evening Standard, bis Mai 2009 Evening Standard, ist eine lokale kostenlose Tageszeitung aus London. Er wird dort und in Südwestengland von Montag bis Freitag vertrieben. Besondere Stärken des Blatts sind lokale Berichte aus London und dessen Finanzdistrikt sowie seine Kulturberichterstattung.

## Geschichte
Der Evening Standard wurde 1827 als The Standard gegründet und erschien ab 1857 als Morgenzeitung mit einer Abendausgabe (The Evening Standard) ab 1859. Bekanntheit errang er durch ihre Berichte vom Französisch-Deutschen Krieg 1870/71 und vom Amerikanischen Bürgerkrieg der 1860er Jahre. Der Verleger Max Aitken, 1. Baron Beaverbrook wurde Eigentümer des Evening Standard und danach Harold Harmsworth, 1. Viscount Rothermere.
Am 21. Januar 2009 wurden 75,1 % der Anteile vom russischen Geschäftsmann Alexander Jewgenjewitsch Lebedew übernommen (für symbolische 1 Pfund). Zuvor gehörte er zu Associated Newspapers Ltd. (einem Teil des Medienkonzerns Daily Mail and General Trust, DMG, sie geben auch die Daily Mail heraus). Ein Grund für den Verkauf waren Verluste durch sinkendes Anzeigenvolumen. Zudem machten Gratis-Zeitungen in London dem Blatt zunehmend zu schaffen.

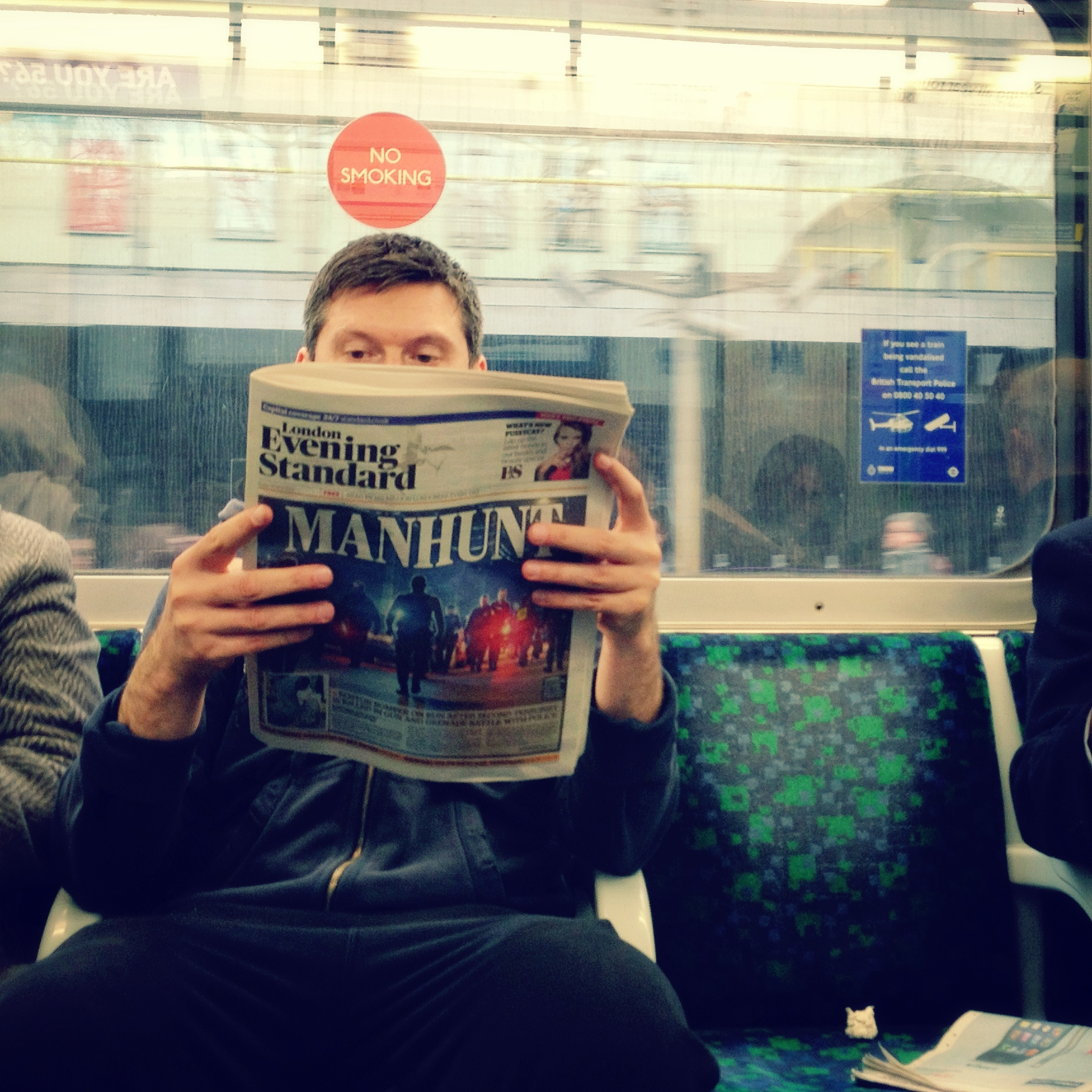
Ein Pendler liest den Evening Standard in der Londoner U-Bahn. Das Titelthema ist die Fahndung nach den Attentätern auf den Boston-Marathon 2013.

2002 bis 2009 war Veronica Wadley die Herausgeberin, und davor ab 1996 Max Hastings. Ab 2009 übernahm Geordie Greig. Seit 2012 ist Sarah Sands die Herausgeberin.
Ab Dezember 2004 gab es auch eine freie Ausgabe „Standard Lite“, ab August 2006 „London Lite“ genannt (sie ist nach dem Verkauf an Lebedew unabhängig vom Evening Standard). 2002 bis 2005 gab es auch eine Veranstaltungsbeilage „Metro Life“. Freitag erscheint der Evening Standard mit Lifestyle-Beilage „ES“.
Seit 2009 wird die Zeitung kostenlos verteilt. Damit soll dem Konkurrenzdruck durch die in Großbritannien verbreiteten Gratis-Zeitungen entgegengehalten werden.
Am 31. März 2014 begann der hauseigene Fernsehsender London Live seinen Sendebetrieb.
Im Mai 2024 wurde bekanntgegeben, dass die Zeitung aus wirtschaftlichen Gründen in Zukunft wöchentlich statt wie bisher täglich publiziert wird.

## Auflage und Verbreitung
Die Zeitung erscheint von Montag bis Freitag im Tabloid-Format mit rund 80 Seiten mit zwei Auflagen am Nachmittag und Abend. Nach eigenen Angaben werden durch die kostenlose Verteilung von 900.000 Exemplaren am Tag rund 2 Millionen Londoner täglich erreicht, insbesondere Pendler auf dem Heimweg.

## Einfluss in der Öffentlichkeit
In den USA sorgte ein Interview für Aufregung, das John Lennon im März 1966 der britischen Journalistin Maureen Cleave für den Evening Standard gab. Darin äußerte sich Lennon folgendermaßen (es wurde später öfter aus dem Zusammenhang gerissen): “We’re more popular than Jesus now” („Wir sind heute populärer als Jesus“).
Im Vorfeld der Wahlen zum Unterhaus 2010 und 2015 sprach sich der Evening Standard für eine Wahl der konservativen Tories unter David Cameron aus. Chefredakteur der Zeitung ist der konservative Politiker George Osborne, der unter Cameron als Schatzkanzler fungierte.
Der Evening Standard vergibt den wichtigen britischen Filmpreis Evening Standard British Film Award und die „Evening Standard Theatre Awards“ (ein „Pub of the Year“-Award wurde 2007 eingestellt). Lange Zeit war Alexander Walker ihr Filmkritiker. Für die Zeitung arbeitet unter anderem der bekannte Kunstkritiker Brian Sewell.

## Chefredakteure
- 1827: Stanley Lees Giffard
- 1846: Robert Knox
- 1857: Thomas Hamber
- 1860: Charles Williams
- 1863: Thomas Hamber
- 1870: James Johnstone Jr. und John Gorst
- 1876: W. H. Mudford
- 1899: Byron Curtis
- 1906: William Woodward
- 1912: James A. Kilpatrick
- 1914: D. M. Sutherland
- 1916: Arthur Mann
- 1920: D. Phillips
- 1923: E. Raymond Thompson
- 1928: George Gilliat
- 1933: Percy Cudlipp
- 1937: Reginald John Tanner Thompson
- 1938: Frank Owen
- 1942: Michael Foot
- 1943: Sydney Elliott
- 1945: Bert Gunn
- 1952: Percy Elland
- 1959: Charles Wintour
- 1976: Simon Jenkins
- 1978: Charles Wintour
- 1980: Louis Kirby
- 1986: John Leese
- 1991: Paul Dacre
- 1992: Stewart Steven
- 1996: Max Hastings
- 2002: Veronica Wadley
- 2009: Geordie Greig
- 2012: Sarah Sands
- 2017: George Osborne
- 2020: Emily Sheffield
- 2021: Charlotte Ross
- 2022: Jack Lefley
- 2023: Dylan Jones